# Kirchamper
Kirchamper ist ein Kirchdorf im nördlichen Landkreis Freising (Oberbayern). Seit dem 1. Januar 1976 ist Kirchamper ein Gemeindeteil der Stadt Moosburg an der Isar.

## Geographie
Der Ort liegt nördlich der Amper zwischen Niederambach und Inkofen, etwa 4 Kilometer westlich von Moosburg an der Isar.

## Geschichte
Die frühe Besiedlung zeigen die Funde mittelneolithischen Grabenwerks bei Kirchamper. Kirchamper wird in den Traditionen des Hochstifts Freising zwischen den Jahren 1091 und 1098 urkundlich erwähnt. Die katholische Kirche St. Ägidius ist eine Filialkirche von St. Michael in Inkofen. Baulich ist sie ein spätgotischer Saalbau mit gerade schließendem Chor der Romanik und Chorflankenturm aus dem 15. Jahrhundert.
Das Obmannschaft Amper (=Kirchamper) war bis Anfang des 19. Jahrhunderts ein wichtiger Verwaltungssitz des Landgerichts Moosburg. Im Zuge der Gemeindebildung nach dem Zweiten Gemeindeedikt wurde im Jahr 1818 die Gemeinde Niederambach gebildet, der auch Kirchamper angehörte. Am 1. Januar 1976 wurde die Gemeinde Niederambach (mit Oberambach, Feldkirchen und Kirchamper) nach Moosburg eingegliedert.